# Tony Award/Bestes Sounddesign
Der Tony Award for Best Sound Design (deutsch: „Tony-Auszeichnung für beste Tongestaltung“) ist ein US-amerikanischer Theater- und Musicalpreis, der seit 2008 verliehen wird.

## Geschichte und Hintergrund
Die Tony Awards werden seit 1947 jährlich in zahlreichen Kategorien von circa 700 Juroren vergeben, die sich aus der Unterhaltungsbranche und Presse der Vereinigten Staaten rekrutieren. Eine dieser Kategorien ist der Tony Award for Best Sound Design, der seit 2008 vergeben wird. Der Preis wird verliehen, um außergewöhnliche Leistungen im Bereich Sounddesign von Theaterstücken zu würdigen. Die Auszeichnung sollte nach der Preisverleihung 2014 nur noch als Special Tony Award vergeben werden, lebte aber ab 2018 wieder auf.

## Gewinner und Nominierte
Die Übersicht der Gewinner und Nominierten listet pro Jahr die ausgezeichneten Musicals und Preisträger.

### 2008–2009
| Jahr | Theaterstück | Preisträger    | Weitere Nominierte |
| ---- | ------------ | -------------- | --- |
| 2008 | The 39 Steps | Mic Pool       | Simon Baker für Boeing-Boeing Adam Cork für Macbeth Ian Dickinson für Rock 'n' Roll                                               |
| 2009 | Equus        | Gregory Clarke | Paul Arditti für Maria Stuart Russell Goldsmith für Exit the King Scott Lehrer und Leon Rothenberg für Joe Turner's Come and Gone |

### 2010–2019
| Jahr | Theaterstück                                                    | Preisträger                                                     | Weitere Nominierte |
| ---- | --------------------------------------------------------------- | --------------------------------------------------------------- | --- |
| 2010 | Red                                                             | Adam Cork                                                       | Acme Sound Partners für Fences Adam Cork für Enron Scott Lehrer für Blick von der Brücke                                                               |
| 2011 | War Horse                                                       | Christopher Shutt                                               | Acme Sound Partners und Cricket S. Myers für Bengal Tiger at the Baghdad Zoo Simon Baker für Brief Encounter Ian Dickinson for Autograph für Jerusalem |
| 2012 | Peter und die Sternenfänger                                     | Darron L. West                                                  | Paul Arditti für One Man, Two Guvnors Scott Lehrer für Tod eines Handlungsreisenden Gareth Owen für End of the Rainbow                                 |
| 2013 | The Nance                                                       | Leon Rothenberg                                                 | John Gromada für The Trip to Bountiful Mel Mercier für The Testament of Mary Peter John Still und Marc Salzberg für Golden Boy                         |
| 2014 | Lady Day at Emerson’s Bar and Grill                             | Steve Canyon Kennedy                                            | Alex Baranowski für The Cripple of Inishmaan Dan Moses Schreier für Act One Matt Tierney für Machinal                                                  |
| 2015 | Die Auszeichnung sollte als Special Tony Award vergeben werden. | Die Auszeichnung sollte als Special Tony Award vergeben werden. | Die Auszeichnung sollte als Special Tony Award vergeben werden.                                                                                        |
| 2016 | Die Auszeichnung sollte als Special Tony Award vergeben werden. | Die Auszeichnung sollte als Special Tony Award vergeben werden. | Die Auszeichnung sollte als Special Tony Award vergeben werden.                                                                                        |
| 2017 | Die Auszeichnung sollte als Special Tony Award vergeben werden. | Die Auszeichnung sollte als Special Tony Award vergeben werden. | Die Auszeichnung sollte als Special Tony Award vergeben werden.                                                                                        |
| 2018 | Harry Potter and the Cursed Child                               | Gareth Fry                                                      | Adam Cork für Travesties Ian Dickinson für Angels in America Tom Gibbons für 1984 Dan Moses Schreier für The Iceman Cometh                             |
| 2019 | Choir Boy                                                       | Fitz Patton                                                     | Adam Cork – Ink Scott Lehrer – To Kill a Mockingbird Nick Powell – The Ferryman Eric Seichim – Network                                                 |

### Seit 2020
| Jahr      | Theaterstück      | Preisträger     | Weitere Nominierte |
| --------- | ----------------- | --------------- | --- |
| 2020/2021 | A Christmas Carol | Simon Baker     | Paul Arditti und Christopher Reid – The Inheritance Lindsay Jones – Slave Play Daniel Kluger – Sea Wall/A Life Daniel Kluger – The Sound Inside                                                                   |
| 2022      | Dana H.           | Mikhail Fiksel  | Dominic Bilkey und Nick Powell – The Lehman Trilogy Justin Ellington – for colored girls who have considered suicide / when the rainbow is enuf Palmer Hefferan – The Skin of Our Teeth Mikaal Sulaiman – Macbeth |
| 2023      | Life of Pi        | Carolyn Downing | Jonathan Deans und Taylor Williams – Ain’t No Mo’ Joshua D. Reid – A Christmas Carol Ben Ringham und Max Ringham – A Doll’s House Ben Ringham und Max Ringham – Prima Facie                                       |
| 2024      | Stereophonic      | Ryan Rumery     | Stefania Bulbarella und Justin Ellington – Jaja’s African Hair Braiding Leah Gelpe – Mary Jane Tom Gibbons – Grey House Will Pickens und Bray Poor – Appropriate                                                  |